# 吉田川 (静岡県)
吉田川（よしだがわ）は、静岡県静岡市駿河区を流れる二級河川。
巴川中流部の右岸支流の一つである。

## 地理
草薙川源流域のすぐ西側、日本平パークウェイに囲まれた有度山北側に源を発する。
上流域は市街地から車でわずか30分足らずの距離だが、豊かな自然環境が残されており、里山の風景が見られる。源流域に整備された「しずおか里山体験学習施設 遊木の森」など、環境教育や河川愛護活動にも活用されている。
中流域は駿河区谷田付近の住宅街を一気に下る為、河川改修によりほぼ全面にコンクリートブロックの護岸と落差工が設置された河道となっている。
下流域は駿河区中吉田を東名高速道路に沿って北進し、駿河区弥生町で巴川と200mほど平行した後、合流する。

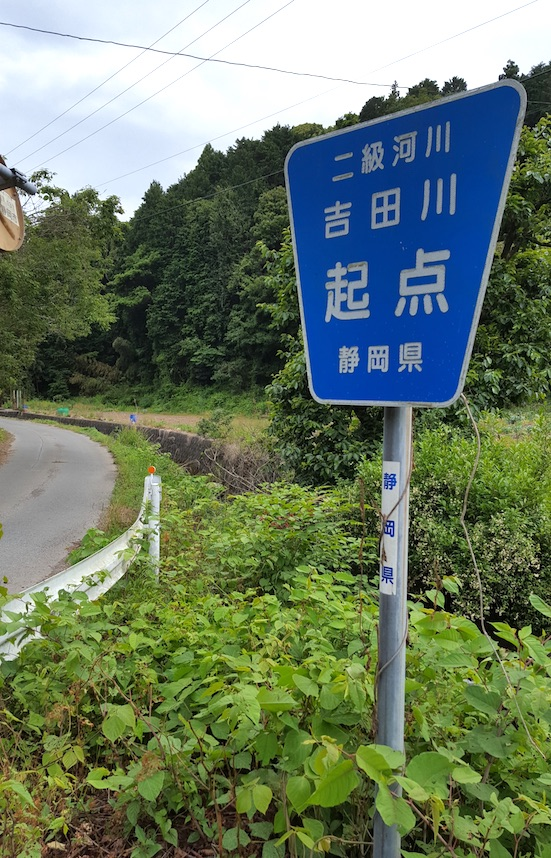
吉田川起点（駿河区平沢）

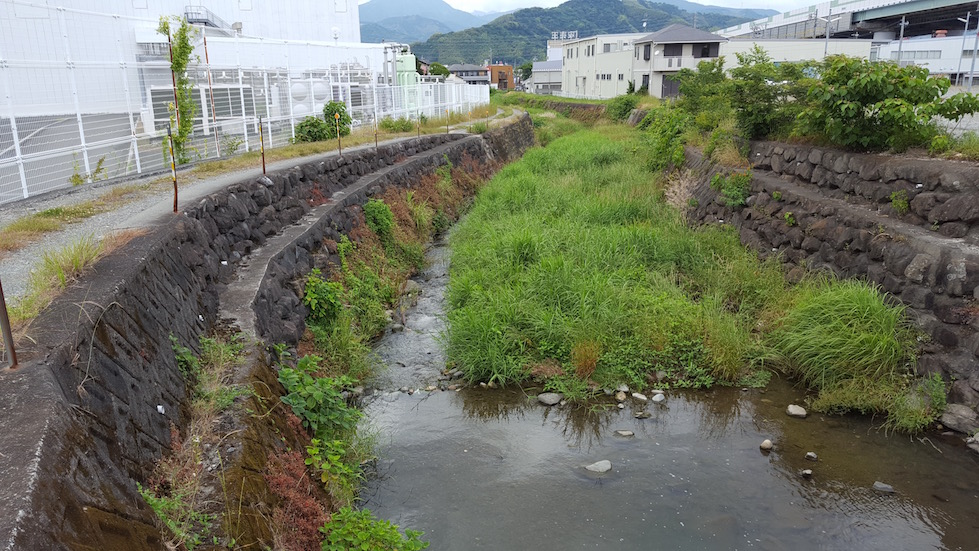
吉田川中流（駿河区中吉田）

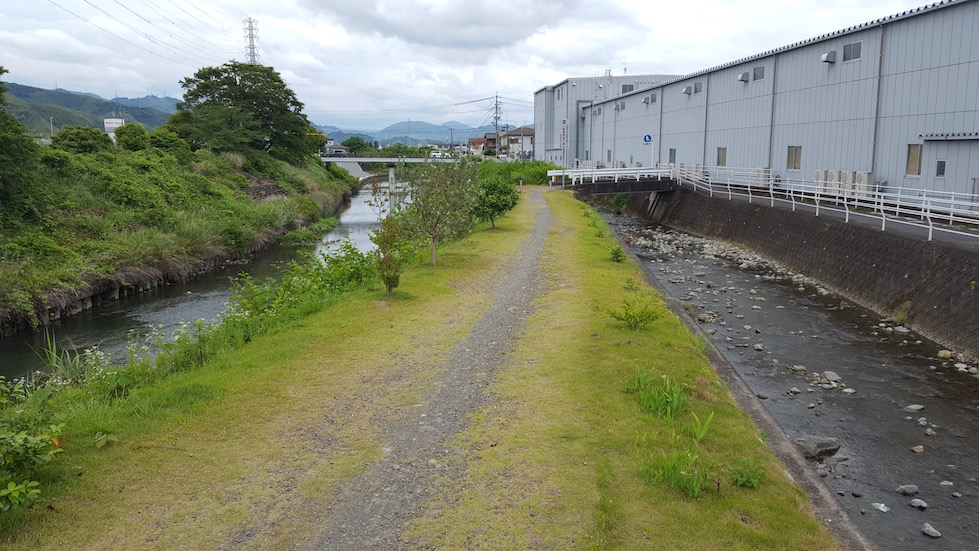
巴川（左）と平行する吉田川（右）（駿河区弥生町）